# Слой скачка

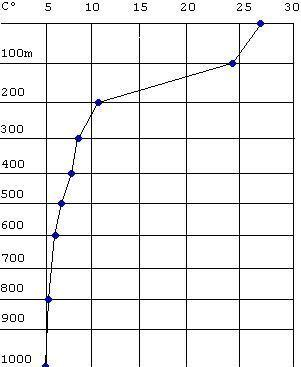
Зависимость температуры от глубины. Слой скачка (термоклин) находится на глубине 100—200 м

Слой скачка — слой воды в океане (море), в котором вертикальные градиенты океанографических характеристик (температура, солёность, плотность, скорость звука и др.) резко возрастают по сравнению с вертикальными градиентами в выше- и нижележащих слоях.

## Характеристика[2]
Слой скачка образуется при интенсивном ветровом и конвективном перемешивании поверхностного слоя или при наложении друг на друга двух масс воды различного происхождения. Слой температурного скачка (термоклин) обычно возникает при сильном прогревании верхнего слоя воды и его ветровом перемешивании. Слой скачка солёности (галоклин) и плотности (пикноклин) образуется при распространении по поверхности моря пресных вод материкового стока или образующихся при таянии льдов.
Мощность слоя скачка колеблется от нескольких метров до нескольких десятков метров, а величина вертикального градиента в нём может превышать по температуре 8-10 °C на метр, по солёности 5 ‰ на метр, по плотности 0,05-0,07 кг/м³ на метр. Слой скачка характерен для небольших глубин моря. В отдельных случаях по вертикали могут располагаться несколько слоев скачка.

## Использование

Зависимость слоя скачка от времени суток.
0720 — глубина 265 м, слой хорошо выражен, 2130 — глубина 250 м, 0305 — глубина 290 м, слой сглажен

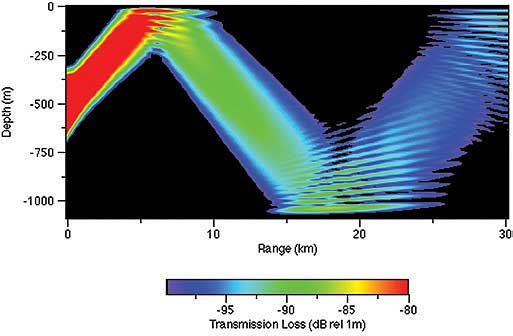
Упрощенная модель распространения (прямолинейно) и отражения звука

Наибольший интерес слой скачка представляет для гидроакустики. Влияние его на скорость и направление звука может радикально изменять условия акустического наблюдения. В свою очередь, на скорость звука больше всего влияет температура воды. Поэтому на практике для определения акустических условий замеряют прежде всего температуру. Подводные лодки для этого пользуются бортовыми, а надводные корабли и авиация — опускаемыми батитермографами.
Если скорость звука в нижележащих слоях больше чем в вышележащих (градиент положительный) направление распространения звука изменяется в сторону меньших глубин. Иначе говорят, что звуковой луч искривляется кверху. При скачкообразном росте скорости звука, эффект подобен отражению звука от твердой поверхности, например от дна. В этом случае очень малая часть звуковой энергии проникает под слой скачка, и он служит барьером, маскируя источники звука, находящиеся по другую сторону.
Если градиент отрицательный, происходит обратное — звуковой луч искривляется книзу. В результате образуются зоны акустической тени — зоны, недоступные для гидроакустики при использовании прямого распространения звука.
Когда градиент переходит из отрицательного в положительный, это представляет особую ситуацию, и называется подводный звуковой канал (ПЗК).
Слой плотностного скачка означает, что в воде с большей плотностью плавучесть погруженных тел возрастает. Соответственно, если бо́льшая плотность встречается глубже (градиент положительный), тело, которое тонет в выше расположенных слоях, может плавать в слое скачка. Этот эффект может использоваться подводными лодками для того чтобы занять устойчивое равновесное положение без хода и, следовательно, шума — тактический прием, называемый «покладка на жидкий грунт». Очевидно, жидкие грунты встречаются только в определенных районах, обычно с малыми и средними глубинами, и носят сезонный характер. Примером может служить южная часть Балтийского моря.